# Glénic
Glénic é uma comuna francesa na região administrativa da Nova Aquitânia, no departamento de Creuse. Estende-se por uma área de 27,60 km². Em 2010 a comuna tinha 685 habitantes (densidade: 24,8 hab./km²).